# Stazione di Mortara
La stazione di Mortara è il nodo ferroviario più importante del sud-ovest della Lombardia, essendo stazione di incrocio fra le linee Novara-Alessandria e Vercelli-Pavia, e capolinea delle linee per  Casale Monferrato e per Milano.
Nel settembre 2023 il traffico della Ferrovia Castagnole-Asti-Mortara è stato ripristinato nella tratta che va da Casale Monferrato a Mortara, mentre la tratta che va da Casale Monferrato ad Asti è tuttora sospesa.

## Storia

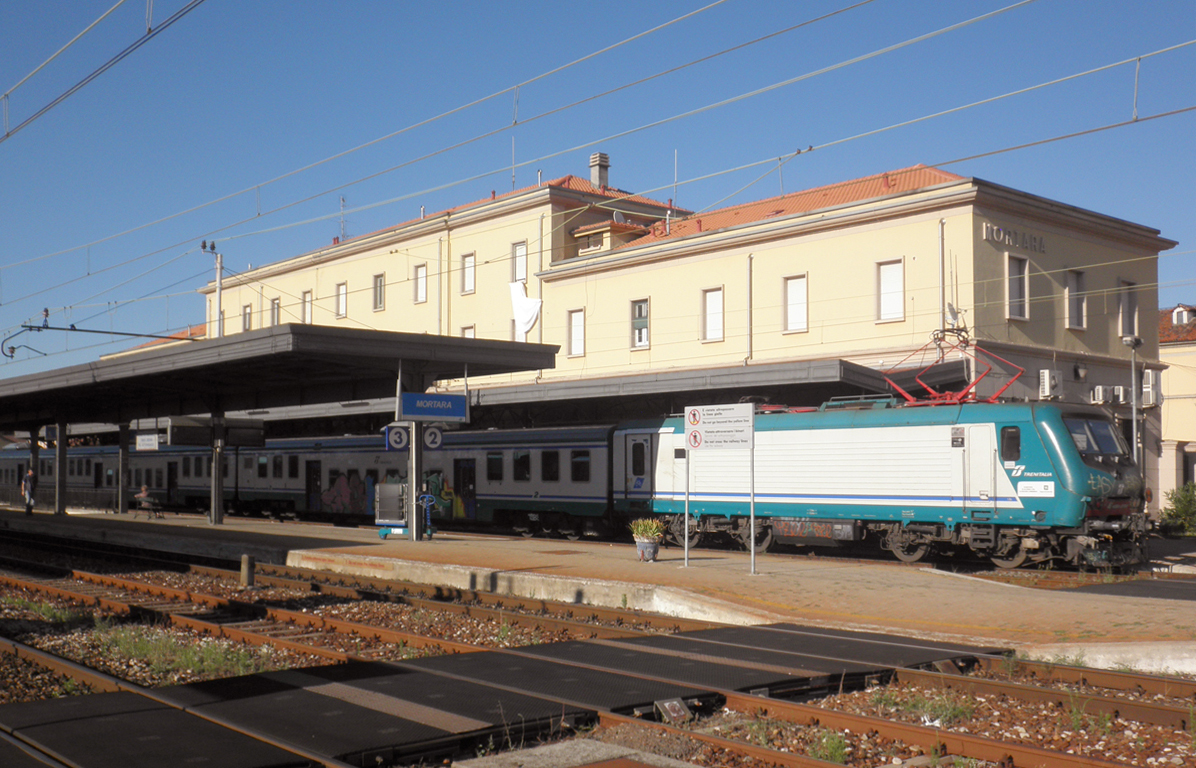
Il piazzale binari

La stazione fu inaugurata il 5 giugno 1854 dal Duca di Genova assieme al tronco Mortara-Alessandria della linea Alessandria-Novara-Arona, costruita dall'allora Stato piemontese e che fu completata il 14 giugno dell'anno seguente.
La stazione di Mortara fu subito concepita come snodo verso il Lombardo-Veneto allo scopo di far convergere verso la maggior parte del territorio piemontese il potenziale traffico ferroviario proveniente da Milano e diretto al porto di Genova. Il 24 agosto successivo fu inaugurata la Vigevano-Mortara la quale, negli obiettivi del governo piemontese, doveva diventare il primo tronco di una linea per Milano, poi completata dopo l'Unità d'Italia, nel 1870.
Il 6 luglio dello stesso anno, lo scalo fu collegato ad Asti tramite la nuova linea fra le due località.
Tra il 1882 e il 1883, la stazione fu connessa agli impianti di Robbio e a Garlasco nell'ambito della costruzione della Vercelli-Pavia.
L'edificio fu completamente distrutto sotto  i bombardamenti della seconda guerra mondiale e riedificato secondo l'attuale struttura.
Durante 2012 il traffico sulla ferrovia Castagnole-Asti-Mortara fu sospeso.
Nel settembre 2023 il traffico della Ferrovia Castagnole-Asti-Mortara è stato ripristinato tra la tratta che va da Casale Monferrato a Mortara.

## Strutture e impianti
La stazione dispone di 8 binari passanti, dei quali dall'1 al 6 sono collegati tra essi con un sottopassaggio, mentre il 7 e l'8 sono sprovvisti di sottopasso e di conseguenza i binari 6 e 7 sono collegati da una passerella. Inoltre sono presenti altri 2 binari, riservati ai treni merci.
La stazione è gestita da Rete Ferroviaria Italiana.

## Movimento
La stazione è servita dai treni regionali svolti da Trenitalia e Trenord nell'ambito del contratto di servizio stipulato con le Regioni Lombardia e Piemonte.